# Syzygium ingens
Acmena ingens là một loài thực vật có hoa trong Họ Đào kim nương. Loài này được (F.Muell. ex C.Moore) Craven & Biffin mô tả khoa học đầu tiên năm 2006.

## Hình ảnh

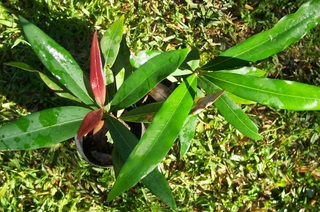